# Fontaine-les-Bassets
Fontaine-les-Bassets é uma comuna francesa na região administrativa da Normandia, no departamento Orne. Estende-se por uma área de 5,88 km². Em 2010 a comuna tinha 105 habitantes (densidade: 17,9 hab./km²).